# Mont Brewster (Canada)
Le mont Brewster (en anglais : Mount Brewster) est une montagne située dans le chaînon Vermilion dans la province d'Alberta, au Canada. Il est nommé en 1929 par Tom Wilson d'après John Brewster qui est à l'origine de la famille Brewster de Banff.